# Burbuja de las criptomonedas

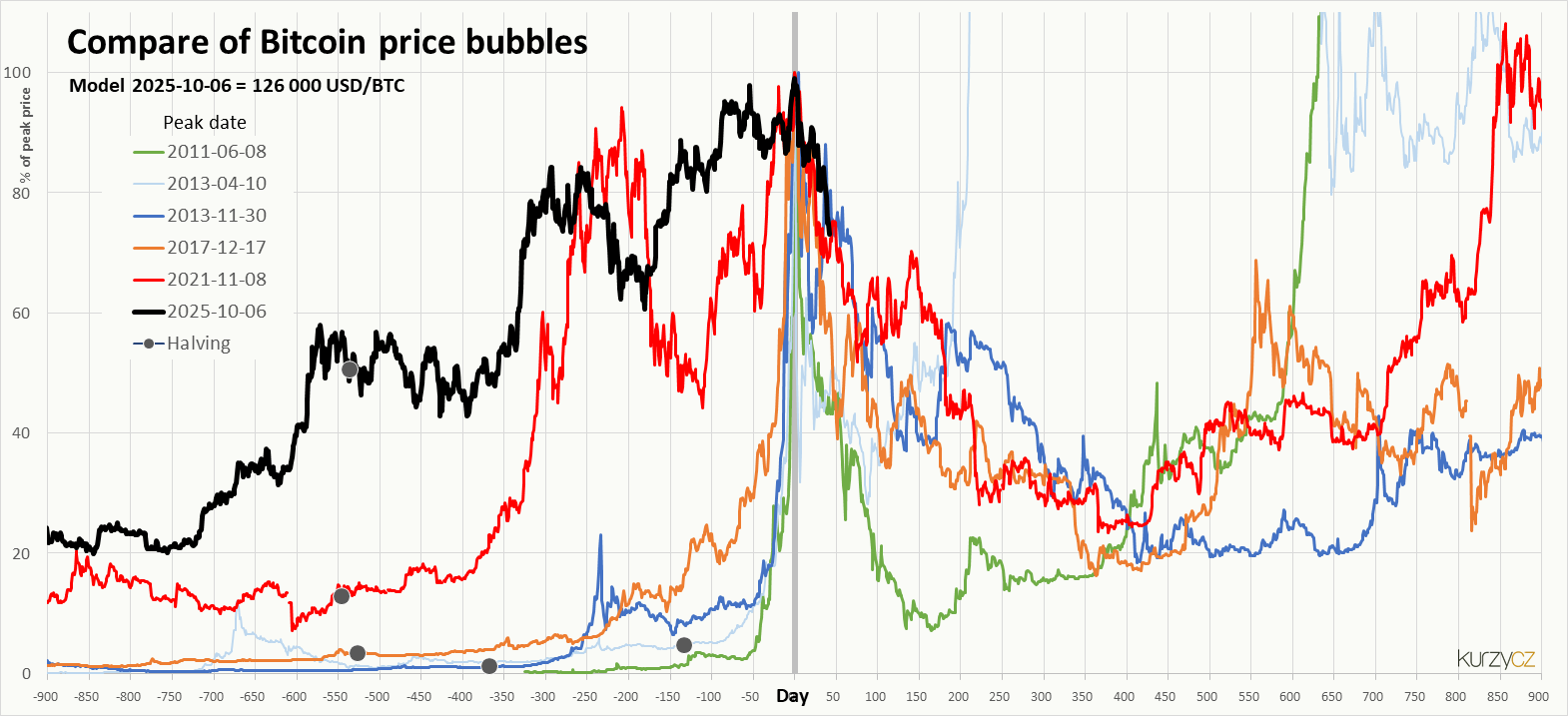
Comparación de las tres grandes burbujas de precios en bitcoin en 2011, 2013, 2017 y 2021.

Numerosos expertos en economía y mercados financieros han hecho predicciones acerca del colapso de la burbuja de las criptomonedas. A ese evento se le ha llamado «cripto invierno».
El bitcoin y otras criptomonedas han sido identificadas como burbuja económica por al menos ocho premios nobel de economía, incluyendo Paul Krugman, Robert J. Shiller, Joseph Stiglitz, Richard Thaler, James Heckman, Thomas Sargent, Angus Deaton, y Oliver Hart. El profesor Nouriel Roubini de la Universidad de Nueva York ha calificado al bitcoin como "La madre de todas las burbujas".  Bancos centrales, incluyendo el expresidente del Sistema de la Reserva Federal Alan Greenspan e inversores como Warren Buffett y George Soros han hecho declaraciones similares, si bien este último se desdijo en 2021.

## Bitcoin

### Economistas
En la edición de 2005 del libro Irrational Exuberance, del premio Nobel Robert J. Shiller define una burbuja como:

una situación en la que las noticias de aumentos de precios estimulan el entusiasmo de los inversores, que se propaga por contagio psicológico de una persona a otra persona, amplificando en el proceso las historias que podrían justificar el aumento del precio e incorporando una clase cada vez mayor de inversores que, a pesar de las dudas sobre el valor real de una inversión, se siente atraído por ella en parte por la envidia de los éxitos de los demás y en parte por el entusiasmo de los inversores.

A principios de 2014, afirmó claramente que el bitcoin «exhibía muchas de las caracteristicas de una burbuja especulativa». Ha repetido en numerosas ocasiones su tesis, y, en 2017, Shiller escribió que el Bitcoin era actualmente el mejor ejemplo de una burbuja especulativa.
El economista John Quiggin dijo en 2013 que «el bitcoin es el mayor activo financiero con menor valor demostrable jamás creado».
Los investigadores Neil Gandal, JT Hamrick, Tyler Moore y Tali Oberman afirmaron a finales de 2013 que la manipulación del precio por una persona probablemente causó el pico de los 150 dólares a más de 1.000.
El premio nobel Joseph Stiglitz dijo en 2017 que «Es una burbuja que va a dar a las personas momentos emocionantes a medida que sube y baja». Enfatizó su uso por parte de criminales, su falta de un propósito socialmente útil y dijo que debería ser ilegalizado.
El premio nobel Paul Krugman escribió en 2018 que el bitcoin «es una burbuja encerrada en tecno-misticismo envuelto en una ideología libertaria». Criticó el bitcoin como un medio de pago muy lento y costoso, utilizando principalmente para comprar productos del mercado negro, sin un vínculo con la realidad.
El profesor Nouriel Roubini de la Universidad de Nueva York ha llamado al bitcoin como «la madre de todas las burbujas». Cree que actualmente estamos viviendo una revolución en las finanzas tecnológicas, pero eso no incluye la defectuosa blockchain usada por el bitcoin y otras criptomonedas. El bitcoin ha fallado, según Roubini, como unidad de cuenta, medio de pago y como depósito de valor, tres atributos necesarios para una moneda de éxito. "Estafadores, timadores, charlatanes" han aprovechado el miedo de inversores no profesionales para robarles el dinero".

### Bancos centrales
Las primeras reivindicaciones de que el bitcoin era una burbuja se centraban en la ausencia de un respaldo que garantizara su valor.
Alan Greenspan dijo en 2013 que "tenías que esforzarte en imaginar para deducir cuál era el valor del bitcoin. Yo todavía no he sido capaz".
En 2017, Greespan comparó al bitcoin con el continental, que colapsó. Este dijo: «Los humanos compran todo tipo de cosas que no valen nada. La gente juega en los casinos cuando la suerte está en su contra. Esto nunca ha detenido a nadie».
Ben Bernanke y Janet Yellen han expresado preocupación acerca de la estabilidad del precio del bitcoin y su ausencia de uso como medio de llevar a cabo transacciones.
El presidente del Banco de Pagos Internacionales, Agustín Carstens, dijo que el bitcoin es una burbuja especulativa y que el público general debería ser protegido de sus efectos. Es «una combinación de burbuja, sistema de Ponzi y un desastre ambiental».
David Andolfatto, vicepresidente en la Reserva Federal de St. Louis, escribió: «¿Es el bitcoin una burbuja? Sí, si una burbuja se define como una prima de liquidez». Según Andolfatto, el precio del bitcoin consiste puramente en una burbuja.
Vítor Constâncio y Nout Wellink compararon el bitcoin con la tulipomanía del siglo XVII en los Países Bajos. Wellink remarcó: «Esto es peor que la tulipomanía, por lo menos en la tulipomanía al final tenías un tulipán, aquí no tienes nada».

### Inversores y ejecutivos
El inversor estadounidense Warren Buffett advirtió a los inversores del bitcoin en 2014. «Alejaos de ello. Básicamente es un espejismo». Repitió la advertencia en 2018, llamando al bitcoin como «probablemente veneno para ratas al cuadrado». Warren piensa que el bitcoin es un bien no productivo. «Cuando compras bienes no productivos, tu única esperanza es que venga una persona más emocionada que tú a pagar más».
Un colaborador cercano a Warren, Charlie Munger, es incluso más directo en su crítica. Hacer negocio con criptomonedas es «simplemente demente». El bitcoin no tiene ningún valor.
John Bogle, fundador de The Vanguard Group, es también muy directo. «Evitad el bitcoin como la plaga. ¿Me he expresado claro?... No hay nada de esperanza en el bitcoin excepto que se lo vendas a alguien que pague más de lo que tú pagaste».
George Soros, respondiendo a una respuesta del público tras una charla en Davos en 2018, dijo que las criptomonedas no son un almacén de valor y sí una burbuja económica. Sin embargo, es posible que no se bloqueen debido a la creciente influencia de los dictadores que tratan de «construir un nido en el extranjero».
James Chanos, conocido como «decano de los vendedores a corto», cree que el bitcoin y otras criptomonedas son una manía y únicamente útiles para evadir impuestos y ocultar tus beneficios al gobierno. El bitcoin «es simplemente un juego de especulación de seguridad enmascarado como un avance tecnológico en política monetaria».
Dos desarrolladores software de bitcoin, Gavin Andreseny Mike Hearn,han advertido de que las burbujas podrían ocurrir.
El 29 de noviembre de 2017, el entonces primer ministro de Corea del Sur Lee Nak-yeon se mostraba preocupado de que las criptomonedas estaban corrompiendo la juventud de Corea del Sur, remarcando que «hay casos en los que la juventud coreana, incluyendo a los estudiantes, están intentando hacer dinero fácil y las monedas virtuales se están usando en actividades ilegales como el mercado de drogas o fraudes».
El presidente de Alibaba, Jack Ma, tiene diferentes visiones acerca del blockchain y el bitcoin. «No hay burbuja en el blockchain, pero sí en el bitcoin».

## Monedas alternativas
Un artículo de la CBS de enero de 2018 advirtió acerca de la burbuja de las criptomonedas y el fraude, citando el caso de BitConnect, una compañía inglesa que recibió una orden de cese y desista por la Junta de Valores del Estado de Texas.

## Oferta inicial de moneda
Wired publicó en 2017 que la burbuja de las ICOs estaban a punto de explotar. Algunos inversores compraron ICOs con la esperanza de sacar rédito económico similares a aquellos que disfrutaron las del bitcoin o el ethereum.
En junio de 2018, Ella Zhang de Binance Labs, una división de Binance, afirmó que estaba esperando el colapso de la burbuja de las ICOs. Prometió ayudar contra la lucha de estafadores y monedas sin valor.